# Claudia Karvan
Claudia Karvan (Sydney, 19 de maio de 1972) é uma atriz australiana. Ela é um dos rostos mais reconhecidos no drama televisivo australiano, com suas performances atraindo vários prêmios.
Karvan foi introduzida na Calçada da Fama do Cinema Australiano em 2007, pelas suas contribuições para a indústria australiana de cinema e televisão.